# De Tijd
De Tijd  (укр. Часи), раніше De Financieel-Economische Tijd (Фінансові Економічні Часи), - бельгійська широкоформатна газета, що в основному зосереджена на бізнесі та економіці. Вона друкується на оранжево-рожевому папері з травня 2009 року, наслідуючи приклад своїх колег Financial Times, Het Financieele Dagblad, FT Deutschland і багато інших.

## Зміст
De Tijd є типовою фінансовою щоденною газетою, охоплюючи економіку, бізнес, фінансові ринки, національну та міжнародну політики. Вона є основним джерелом інформації для бельгійських керівників (опитування CIM у 2009-ому). Вона виходить з вівторка по суботу без видання у неділя та понеділок. Вихідні видання збагачуються з двома журналами: Netto про особисті фінанси і Sabato про стиль життя. 

## Тираж
Згідно з Centrum voor Informatie over de Media, (CIM) De Tijd  налічувала в загальній кількості 38 000 оплачених копій в кінці 2009 року. Її читають майже 140 000 читачів щодня. De Tijd  має середню частку ринку 6.4% у Фландрії. У 2006 році De Tijd  випробувала версію на основі електронного паперу для передплатників. Це було перше таке застосування електронного чорнила для газетного видавництва, але проект був припинений один рік по тому. З тих пір газета продовжувала інвестувати в мультимедійні проекти. Сайт De Tijd  відвідують близько 145 000 унікальних відвідувачів в день, в кінці 2009 року.

## Гасла
- Het Lijfblad van de Manager  (1968-1996).
- Voorkennis van Zaken  (1996-2002).
- Uit op Inzicht  (2002-2003).
- De Essentie  (2003-2006).
- Voorkennis van Zaken  (2006-2007).
- "Tel mee" (2008 -...)

## Mediafin
De Tijd було створено за фінансової підтримки Vlaams Economisch Verbond. У 2005 році два великих бельгійських медійні конгломерати, фламандський De Persgroep (що включає Het Laatste Nieuws і De Morgen) та валлонський Rossel (що включає Le Soir) придбала Uitgeversbedrijf Tijd, батьківську компанію для De Tijd  і Editeco та видавничу компанію для L'Echo , французького аналога. Обидві газети були включені в нещодавно створений Mediafin, в якому De Persgroep і Rossel кожен мали частку 50 відсотків. Обидві газети залишився незалежним, але вони працюють у тому ж будинку на історичному місці Tour & Taxis в Брюсселі після злиття. Поточний головний редактор De Tijd є П'єр Гьоленброк. Фредерік Делаплас є шеф-редактором для De Tijd і L'Echo.